# Bituruna
Bituruna  è un comune del Brasile nello Stato del Paraná, parte della mesoregione del Sudeste Paranaense e della microregione di União da Vitória. Si trova a 350 km dalla capitale dello Stato Curitiba.